# Simon Clarke

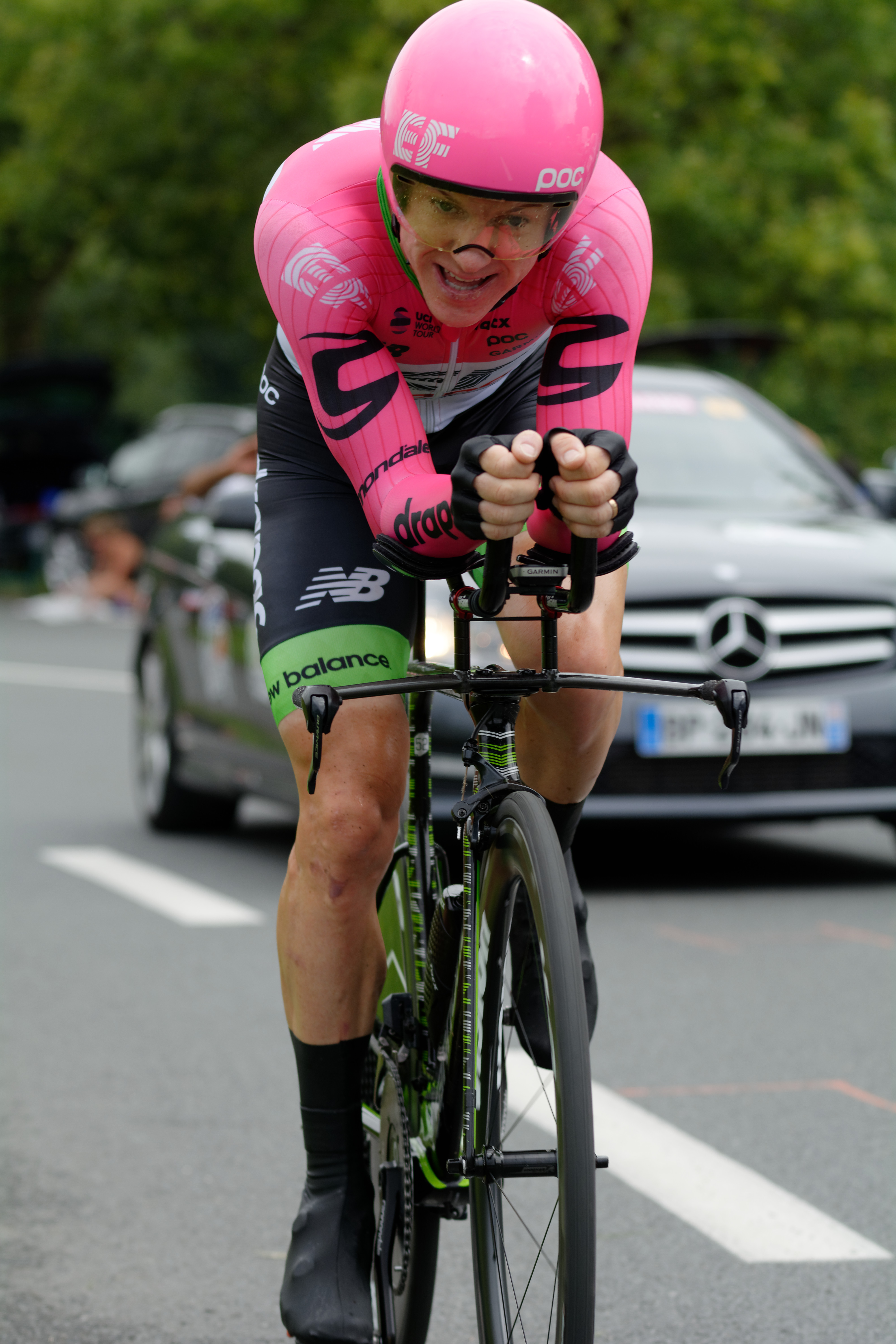
Clarke im Einzelzeitfahren der Tour de France 2018

Simon Clarke (* 18. Juli 1986 in Melbourne) ist ein australischer Radrennfahrer.

## Sportliche Karriere
Simon Clarke wurde 2004 bei den UCI-Bahn-Weltmeisterschaften der Junioren Weltmeister in der Mannschaftsverfolgung zusammen mit Matthew Goss, Michael Ford und Miles Olman. Bei der Tour Down Under 2006 wurde er Achter der Gesamtwertung und belegte den zweiten Platz in der Nachwuchswertung. Im Jahr 2008 wurde er australischer Meister im Straßenrennen der U23.
Seinen ersten Vertrag bei einem UCI ProTeam erhielt Clarke 2011 beim kasachischen Pro Team Astana und konnte beim ProTour-Rennen als Siebter im Massensprint des Pelotons seine erste vordere Platzierung in einem Straßenrennen der höchsten Kategorie erzielen. Auf der bergigen vierten Etappe der Vuelta a España 2012 gelang ihm sein bis dahin größter Erfolg, nachdem er im Zweiersprint seinen Fluchtkollegen Tony Martin schlug. Er beendete die Rundfahrt auf Platz 77 der Gesamtwertung und gewann die Bergwertung.
2013 gewann Clarke gemeinsam mit dem GreenEdge Cycling Team das Mannschaftszeitfahren der Tour de France. Im Jahr darauf wurde er Gesamtsieger der Herald Sun Tour. 2015 konnte er mit dem Team GreenEdge erneut ein Mannschaftszeitfahren gewinnen mit dem Sieg beim Giro d’Italia; als Resultat trug er für einen Tag das Rosa Trikot. Auf der 10. Etappe dieser Rundfahrt überließ er seinem Landsmann Richie Porte nach dessen Panne ein Laufrad. Da solche Hilfeleistungen zwischen Fahrern unterschiedlicher Teams untersagt sind, erhielten beide eine Zeitstrafe.
2016 verpflichtete sich Clarke bei Cannondale und gewann zum Saisonbeginn den italienischen GP Industria & Artigianato. Im olympischen Straßenrennen 2016 belegte er den 25. Platz. Bei Mailand–Sanremo 2018 brach er sich bei einem Sturz auf der Abfahrt vom Capo Berta drei Wirbel. Im Herbst des Jahres entschied er zum zweiten Mal eine Etappe der Vuelta a España für sich. Dabei gewann er den Sprint aus einer Dreiergruppe heraus, vor Bauke Mollema und Alessandro De Marchi. In der Gesamtwertung belegte er Rang 46, sein bisher bestes Ergebnis bei einer großen Landesrundfahrt.
2019 war nach Clarkes eigenen Worten seine beste Saison. Im Frühjahr war er bei Strade Bianche und Mailand–Sanremo unter den ersten Zehn, bevor er beim Amstel Gold Race Teil einer zweiten Gruppe war, die auf der Zielgeraden noch unerwartet die beiden Führenden einholte. Hinter Mathieu van der Poel sprintete Clarke auf den zweiten Platz und erzielte so das einzige Podium seiner Karriere bei einem Klassiker.
Für 2021 zeichnete Clarke bei Qhubeka Assos. In der Tour de France erlitt er während der dritten Etappe eine Lendenwirbelfraktur, die erst nach einigen Tagen diagnostiziert wurde; er fuhr die Tour dennoch zu Ende, freilich ohne vordere Resultate.
Als Qhubeka Assos zum Jahresende den Betrieb einstellte, hatte Clarke angesichts seines für einen Spitzensportler fortgeschrittenen Alters von 35 Jahren Schwierigkeiten, ein neues Team zu finden; erst im Januar 2022 erhielt er einen Platz bei Israel-Premier Tech. In der Tour de France 2022 zahlte er seinem Team diese Chance zurück, indem er die prestigeträchtige 5. Etappe über mehrere Kopfsteinsektoren bis zur Trouée d’Arenberg gewann. Später musste er die Tour wegen einer Corona-Infektion aufgeben.
Beim Giro d’Italia 2023 bildete Clarke zusammen mit Alessandro De Marchi ein Ausreißerduo, das um den Etappensieg focht, aber kurz vor der Ziellinie überholt wurde. Auch diese Rundfahrt musste er krankheitsbedingt aufgeben.
2024 wurde Clarke zum zweiten Mal für die Olympischen Spiele nominiert, wo er im Straßenrennen antreten soll.

## Erfolge

### Straße
2005
- Prolog Giro delle Regioni

2006
- eine Etappe Vuelta a Navarra

2008
- Australischer Meister – Straßenrennen (U23)
- eine Etappe Tour of Japan
- Trofeo Città di San Vendemiano

2012
- eine Etappe und  Bergwertung Vuelta a España

2013
- Mannschaftszeitfahren Tour de France

2014
- Gesamtwertung und eine Etappe Herald Sun Tour

2015
- Mannschaftszeitfahren Giro d’Italia

2016
- GP Industria & Artigianato

2018
- eine Etappe Vuelta a España

2019
- Punktewertung Tour La Provence

2020
- La Drôme Classic

2022
- eine Etappe Tour de France

### Bahn
2004
- Junioren-Weltmeister – Mannschaftsverfolgung (mit Michael Ford, Matthew Goss und Miles Olman)

2006
- Australischer Meister – Zweier-Mannschaftsfahren (mit Miles Olman)

## Grand-Tour-Platzierungen
| Grand Tour            | 2012 | 2013 | 2014 | 2015 | 2016 | 2017 | 2018 | 2019 | 2020 | 2021 | 2022 | 2023 | 2024 |
| --------------------- | ---- | ---- | ---- | ---- | ---- | ---- | ---- | ---- | ---- | ---- | ---- | ---- | ---- |
| Giro d’ItaliaGiro     | –    | –    | –    | 63   | 67   | –    | –    | –    | 75   | –    | –    | DNF  | 97   |
| Tour de FranceTour    | –    | 68   | 113  | –    | –    | 86   | 100  | 61   | –    | 123  | DNF  | 109  | –    |
| Vuelta a EspañaVuelta | 77   | 69   | 70   | –    | –    | 74   | 46   | –    | –    | –    | –    | –    | –    |